# 嚴承範
嚴承範（1462年—？年），字仲洪，湖广岳州府華容縣人，軍籍。

## 生平
主修《尚書》，在家族中排行第三，由國子生中式成化二十二年（1486年）丙午科湖廣鄉試第六十一名舉人，年四十七歲中式正德三年（1508年）戊辰科會試第三百一十八名，第二甲第十七名進士。授戶部主事，轉刑部主事，四年二月被刑部吏员董逊告发偷盜赃物，被除名，回鄉後以著述自娱，有《青湖集》流傳。

## 家族
曾祖嚴子泰。祖嚴淇。父嚴思敦。母张氏。慈侍下，弟承庆。